# Jess Fishlock
Jessica Anne Fishlock, (14. januar 1987) er professional kvindelig fodboldspiller og træner, der spiller midtbane for amerikanske OL Reign i National Women's Soccer League og Wales' kvindefodboldlandshold. Hun har tidligere spillet for Bristol Academy i den engelske FA Women's Super League (FA WSL), hollandske AZ Alkmaar i Æresdivisionen, Glasgow City i Scottish Women's Premier League, Melbourne Victory og Melbourne City i den autralske W-League, samt den tyske Bundesliga-klub FFC Frankfurt.
I april 2017, blev Fishlock den første walisisk fodboldspiller (både mænd og kvinder) til at nå 100 landskampe for A-landsholdet. Hun blev kåret til Welsh Footballer of the Year i 2011, 2012, 2013, og 2014. Hun har vundet titler og medaljer i stort set alle hendes tidligere klubber, som to hollandske mesterskaber, to gange grundspilsvinder i W-League, to australske mesterskaber, Scottish Women's Premier League og Scottish Women's Cup- titler, samt vundet NWSL Shield. Hun skiftede i 2013, til den amerikanske topklub OL Reign, hvor hun siden har været lejet ud til diverse ovenstående klubber, hvor hun bl.a. spillede UEFA Women's Champions League-finalen i 2015 for tyske 1. FFC Frankfurt og igen i 2019, da hun også vandt UEFA Women's Champions League 2018-19-sæsonen med franske Olympique Lyonnais.